# Literatura del Romanticismo en Alemania

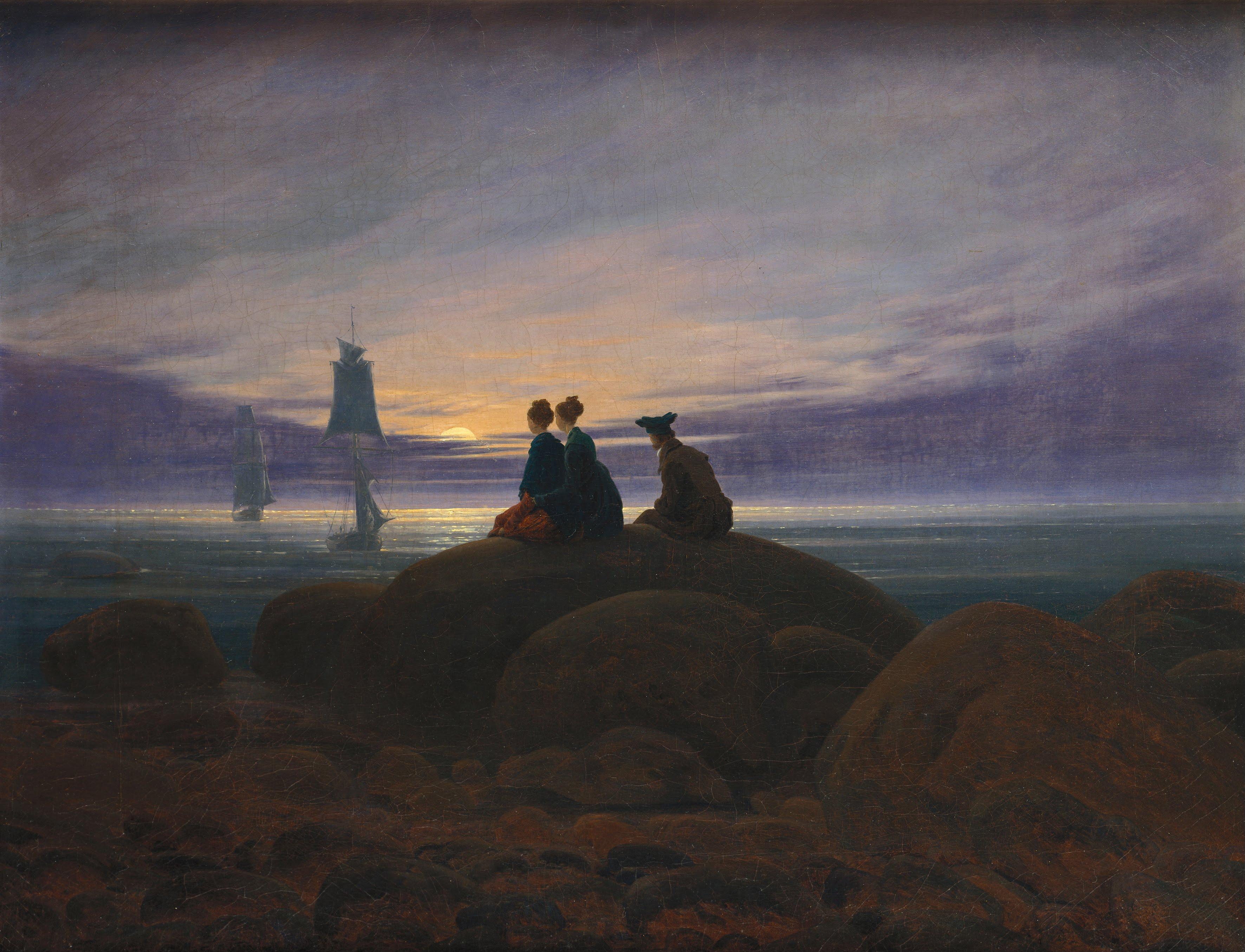
Puesta de sol sobre el mar (1822), Caspar David Friedrich.

La aparición del romanticismo en Alemania es muy temprana. Ya a comienzos del siglo XVIII se dieron rasgos prerrománticos en los poetas paisajistas —Albrecht von Haller y su poema Los Alpes, seguido por la admiración de lo infinito y lo insignificante en el paisaje de Klopstock, cuya lírica influyó en Goethe—, y en el tercer cuarto de dicho siglo surge con fuerza el movimiento Sturm und Drang ('tempestad e ímpetu'), que se opuso al racionalismo neoclásico para exaltar la rebeldía de la juventud, la pasión y la intuición creadora. En este ámbito se inscribe el Werther de Goethe (1774), que cuenta el amor imposible y el suicidio por este de un joven; la obra tuvo una inmediata influencia internacional. Los ideales de la Revolución francesa llevaron a Friedrich von Schiller a escribir en su juventud dramas como Los bandidos (Die Räuber, 1776), y en su madurez el célebre Guillermo Tell (1804). En la lírica, Novalis escribe Himnos de la noche a raíz de la muerte de su prometida de quince años en 1797, donde se exalta lo nocturno, se canta a la muerte y se identifica a la amada con Dios, todo en una atmósfera de sincretismo místico.
En el siglo XIX, tras las guerras contra Napoleón, se da una involución conservadora, y se prefieren destacar los rasgos identitarios y nacionales y la tradición y el folclore como aspectos que revelan el espíritu de un pueblo (Volkgeist), y se consolida la figura central de Goethe, que cultiva todos los géneros literarios y vuelve a un clasicismo que añora la civilización grecolatina tras un viaje a Italia en 1786, momento del que son muestras sus Elegías romanas y la novela Años de aprendizaje Wilhelm Meister, cuyo personaje central evoluciona desde un fervor romántico inicial hasta convertirse en un educador maduro que trabaja por el bien de la humanidad, en la línea del pensamiento ilustrado.

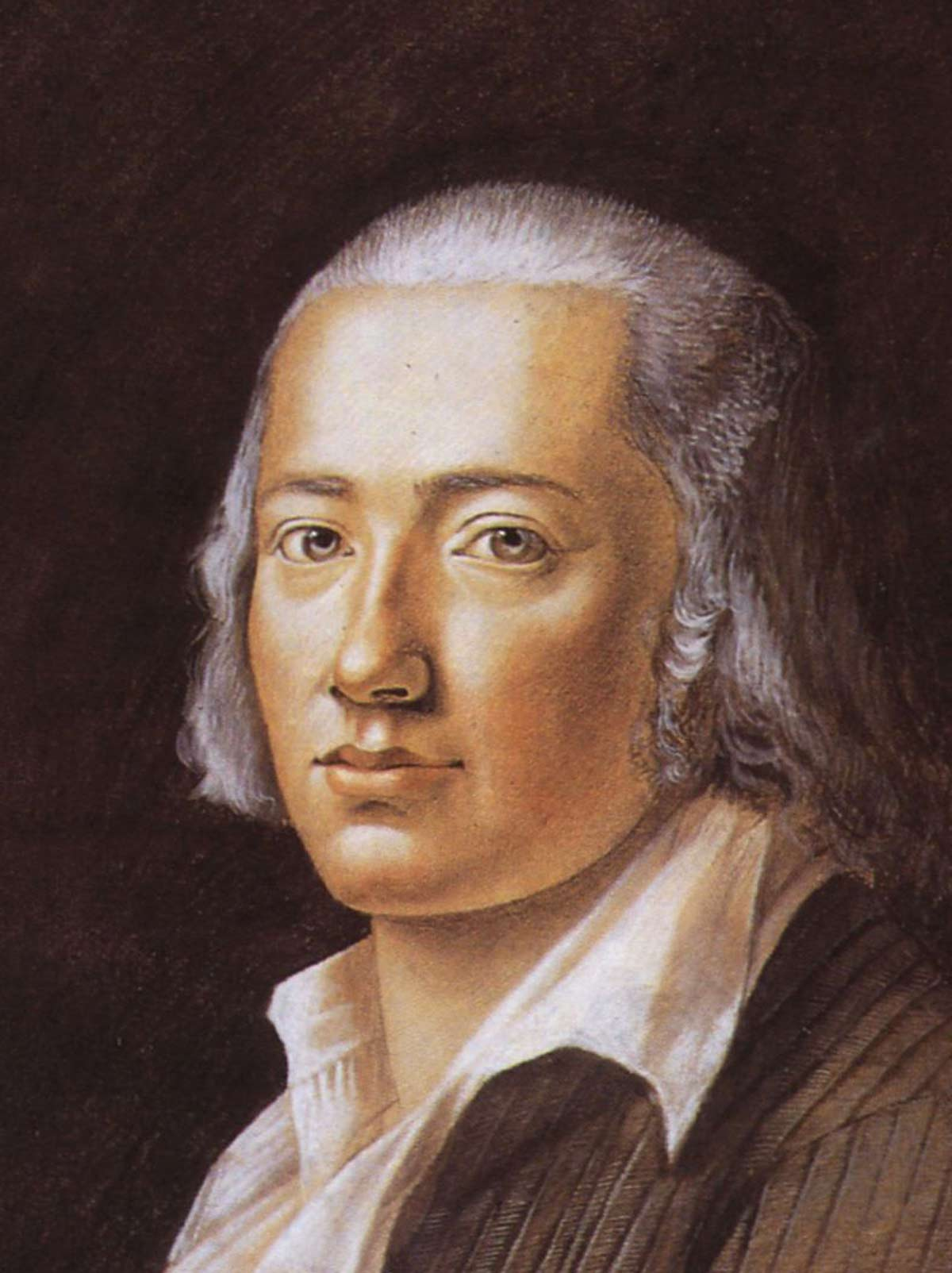
Hölderlin (1792).

Los poetas más representativos del romanticismo alemán, además de Goethe, son en primer término Friedrich Hölderlin, que enloqueció en 1803 y cantó con encendido entusiasmo el sentido trágico de la existencia y un deseo de ideal en un mundo de angustia y dolor; y Heinrich Heine, que supo conjugar el folclore alemán con las inquietudes románticas en el Libro de los cantares (1827), que tuvo una enorme difusión, y el Romancero (1852)
El Fausto de Goethe es la labor de toda su vida, pues trabajó en él durante más de sesenta años —sus primeras versiones datan de 1772— y hasta el final de sus días, y la segunda parte fue publicada ya póstuma en 1832. En esta obra se muestran las dos grandes etapas de su producción literaria, en la primera, con el asunto central del hombre que vende su alma al diablo a cambio de obtener juventud y amor eternos, se hace patente el espíritu del romanticismo; en la segunda, más cercana al ideal reformista ilustrado, Fausto gana el favor de un emperador y acaba dedicado a la labor de ministro de obras públicas con las miras puestas en la felicidad social y llevado al cielo como premio por acabar su vida haciendo el bien para los demás.

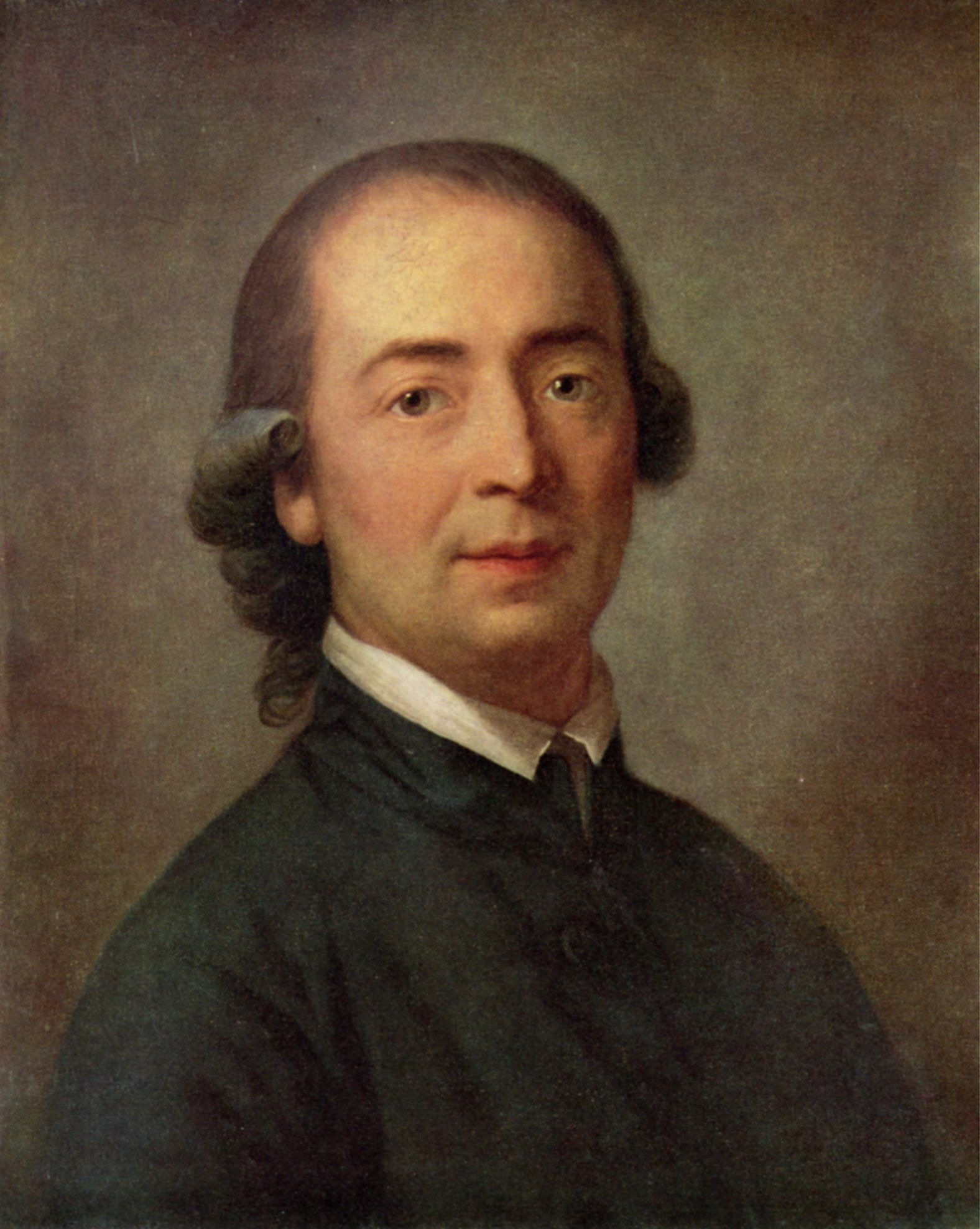
Retrato de Herder (1785).

## Precursores y cosmovisión

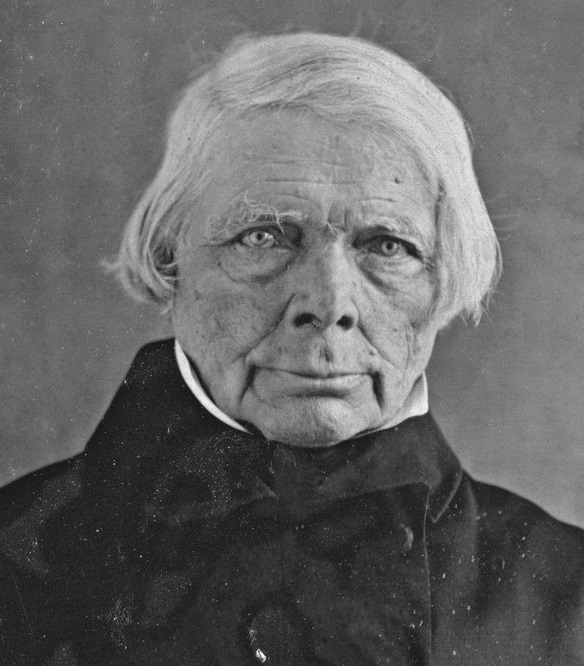
Fotografía de Friedrich Schelling (1848).

El romanticismo en Alemania nace como una combinación de afanes literarios y filosóficos relacionados con el idealismo, el rechazo a la razón ilustrada, la búsqueda del sentimiento, la reivindicación del genio creador y la idea de que el lenguaje condiciona la estructura mental tanto individual como colectivamente, idea esta última que desarrolló Herder, uno de los impulsores del movimiento Sturm und Drang, que supuso la exaltación de la pasión, la valoración de la originalidad del artista y la rebelión contra la visión del mundo convencional.
Herder, en su obra Ensayos sobre el origen del lenguaje, establece que la lengua es la causa del pensamiento y la razón humana, y no al contrario. De ese modo, la lengua no solo es un instrumento de comunicación, sino que da cuenta del carácter individual y el de todo pueblo que comparte un mismo idioma. La manifestación del pensamiento del pueblo en la lengua es el folclore o conjunto de piezas de literatura de transmisión oral y creación anónima sujeto a variantes. La voz literaria de un pueblo es su poesía popular.
Ya en el primer tercio del siglo XVIII aparece en la poesía de Albrecht von Haller un interés especial por el paisaje como transmisor de emociones y sentimientos, aspecto que se vio reflejado en su poema Los Alpes (1729). Klopstock fue influido por Haller y los poetas paisajistas. Su lírica reunió los motivos más característicos del romanticismo posterior: la admiración por la naturaleza, la representación en ella de los estados de ánimo del yo, la admiración por la inmensidad del mundo, y también por lo insignificante del ser humano ante este o la conciencia herderiana de que la lengua expresa la personalidad completa del hombre y el idioma el espíritu de un pueblo, entre otros lugares comunes.
A esto se suma la postulación de un pensamiento de raíz idealista y subjetivo elaborada por Immanuel Kant, pues la conciencia humana solo da cuenta de la percepción fenoménica de las cosas. Johann Georg Hamann, por su parte, criticó la razón, valoró la experiencia mística, y propugnó la unidad de todo lo existente en un continuo contra el afán divisor y clasificador del Siglo de las Luces y del método científico.
Fue fundamental la aparición de los primeros románticos (Frühromantiken) en Jena, el llamado círculo de Jena. Los filósofos del idealismo alemán que consolidan el camino al romanticismo son Johann Gottlieb Fichte, que afirmó que el «yo» era la esencia de divinidad del hombre y el elemento que condiciona su personalidad y su moral, y trasladó este yo a la comunidad, al pueblo, al colectivo, haciendo de él una entidad con vida propia. Friedrich Schelling amplió este idealismo subjetivista a la biología, a la naturaleza, y con ello, desembocó en aquello que los poetas paisajistas habían prefigurado. Finalmente Hegel concibe un dios natural, radicado también en la historia y en la cultura. Todo este conjunto de ideas, una nueva visión del mundo (Weltanschauung), confluye en el romanticismo alemán y, en gran medida, en el mundial.
Es importante señalar el interés por el folclore y la historia común de la cultura germánica, puesto que en ellos se traslucía, siguiendo las doctrinas de Herder y Schlegel, la esencia del espíritu nacional. Así, se dio inicio a compilaciones (Cuentos infantiles y del hogar o Leyendas alemanas) de cuentos populares, como la que llevaron a cabo los hermanos Jakob y Wilhelm Grimm. Algunos de estos cuentos han pasado al acervo cultural de la humanidad, como Blancanieves y los siete enanitos, Cenicienta o Los músicos de Bremen.

## Autores
Los primeros autores románticos alemanes aún conservan rasgos del Neoclasicismo y de la Ilustración alemana (Aufklärung), y se encuadran en el movimiento Sturm und Drang. Es decisiva en la gestación del romanticismo alemán el idealismo de pensadores como Kant, Herder, Hamann, Hegel, Fichte y Schelling. Entre los literatos más destacados suele citarse a Goethe, Schiller, Novalis. Los hermanos August y Friedrich Schlegel teorizaron este movimiento romántico.

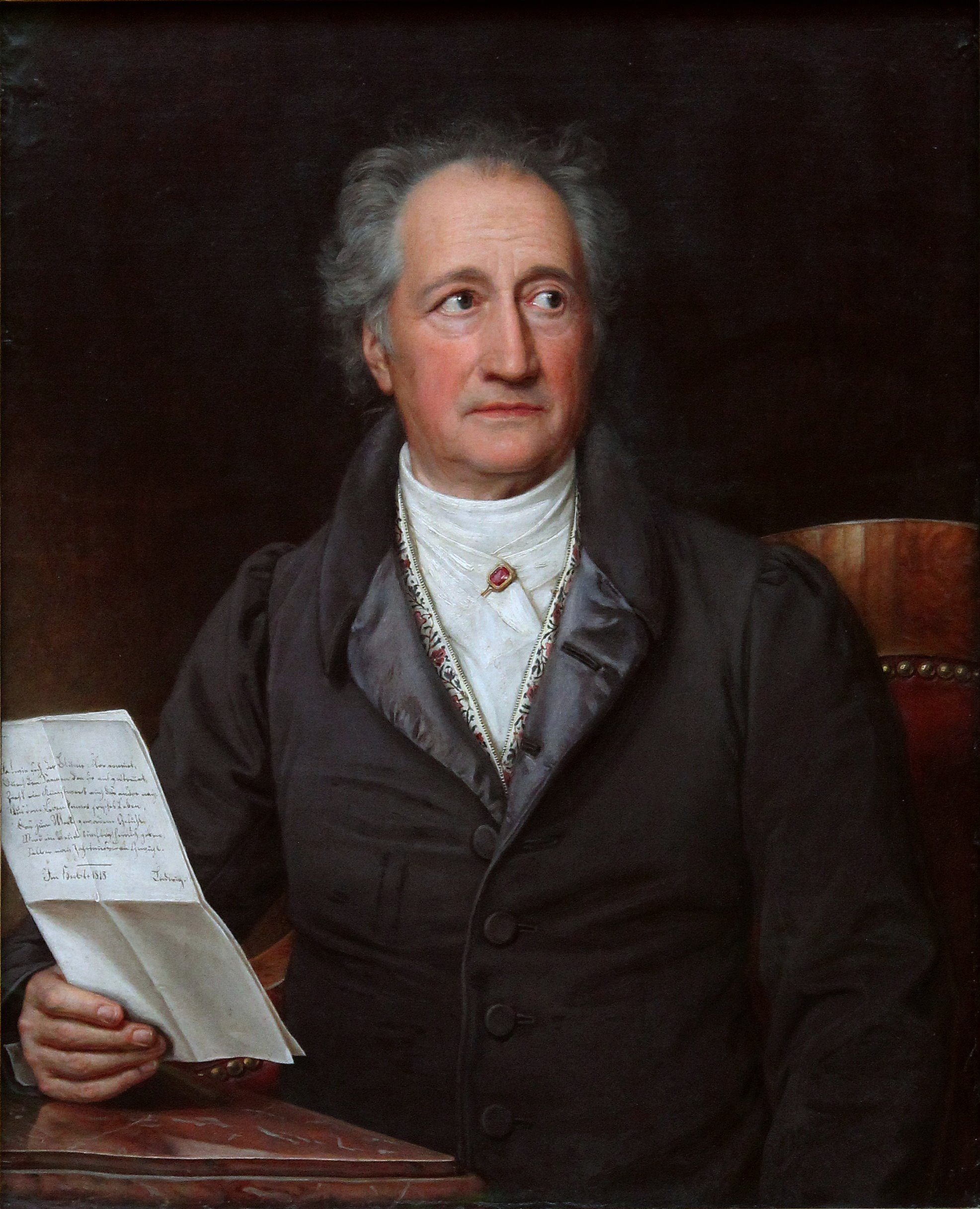
Goethe.

### Johann Wolfgang Goethe
La obra de Johann Wolfgang Goethe (1749-1832) excede el marco del romanticismo pues, si bien sus comienzos están inmersos en el Sturm und Drang, tras un viaje a Italia en 1786 vuelve su estética hacia el clasicismo. Escribió teatro, poesía lírica y novela, y en este último género trabajó a lo largo de toda su vida en la obra cimera de este periodo, el Fausto.
- Teatro. Comenzó escribiendo en la década de los 1760 comedias y tragedias neoclásicas. De 1773 data Götz von Berlichingen, que supuso primer éxito en las tablas. En 1787 escribe un clásico de la literatura dramática, Ifigenia en Táuride. Escribió asimismo dramas que reflejaban la sociedad burguesa, como La hija natural. La obra que mejor representa el tema romántico de la libertad es Torquato Tasso.

- Lírica. Cultivó desde la poesía de raíces folclóricas y pupulares hasta las creaciones exóticas de su Diván de Oriente y Occidente (1819), que recuerdan vagamente la poesía persa. Aunque suele señalarse que su obra lírica cumbre son las Elegías romanas (1790), inspiradas por su estancia italiana y la contemplación de los vestigios de la Antigua Roma. También practicó la poesía épica, con su idilio Hermann y Dorotea.

- Novela. Su obra de juventud Los sufrimientos del joven Werther (1774) supone un punto de arranque del romanticismo en Alemania y es una de las creaciones más influyentes de su tiempo. En ella plantea las tribulaciones de un alma atormentada por un amor imposible que provoca el suicidio final del protagonista, un alter ego del propio Goethe. Mediante fragmentos del diario de Werther y extractos de su correspondencia, se cuenta la peripecia interior de un joven cuyo carácter fue imitado por la juventud de su tiempo. De su periodo clasicista es Años de aprendizaje de Wilhelm Meister, novela de aprendizaje de un joven que, tras unos inicios marcados por la rebeldía, la marginalidad y la bohemia en una compañía de cómicos, acaba dedicándose a la enseñanza y a fomentar el progreso social. Las afinidades electivas (1809) plantea conflictos amorosos entre dos parejas y contiene un incisivo análisis psicológico.

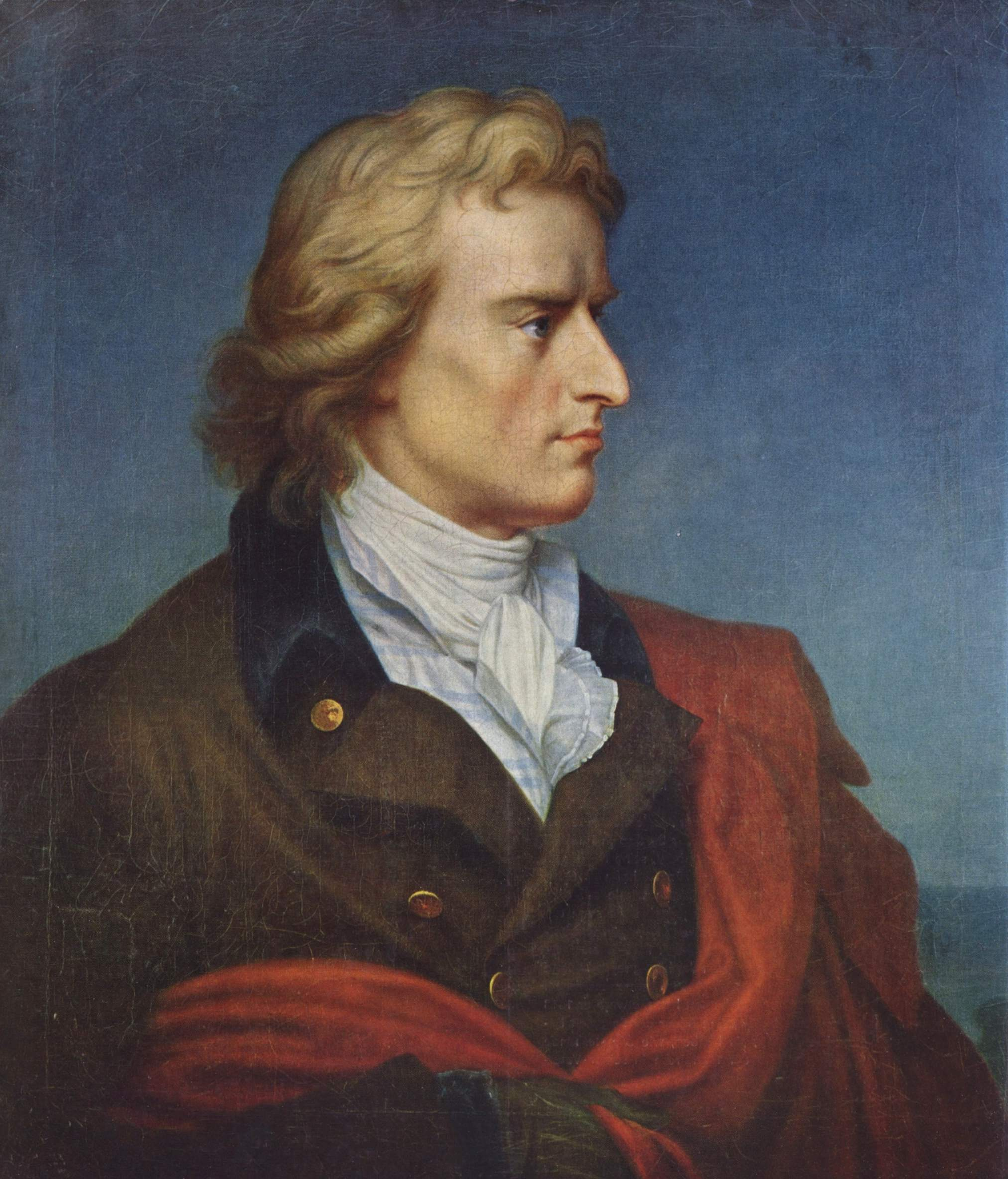
Friedrich Schiller.

Su principal obra, en la que se afanó durante toda su carrera literaria, es Fausto, novela dialogada de temas filosóficos, publicada en dos partes, la primera en 1808 y la segunda, póstuma, en 1832. Los primeros testimonios de esta reelaboración de la leyenda medieval del hombre que vende su alma al diablo a cambio de conseguir el amor y la juventud eterna datan de 1772. La novela abarca las dos grandes etapas de su producción literaria. En la primera, con el asunto central del hombre que vende su alma al diablo a cambio de obtener juventud y amor eternos, se hace patente el espíritu del romanticismo; en la segunda, más cercana al ideal reformista ilustrado, Fausto gana el favor de un emperador y acaba dedicado a la labor de ministro de obras públicas con las miras puestas en la felicidad social y llevado al cielo como premio por acabar su vida haciendo el bien para los demás.

### Dramaturgos: Friedrich Schiller, Heinrich von Kleist y Georg Büchner
A Friedrich Schiller (1759 – 1805) se le considera el mayor dramaturgo alemán, junto a Goethe, una de las figuras centrales del romanticismo de la primera época. Inspirado por las ideas de la Revolución Francesa escribió en su juventud dramas como Los bandidos (Die Räuber, 1776), que le valió un importante reconocimiento de la Primera República Francesa. Destaca su drama de madurez Guillermo Tell (1804), que trata el tema de la rebelión frente a la tiranía.
Otro destacado autor dramático es Heinrich von Kleist. Destacan de entre su producción El príncipe de Homburg, Pentesilea y El jardín roto. También relatos cortos: La marquesa de O.
Georg Büchner (1813-1837) escribió el drama La muerte de Dantón y Leoncio y Lena pero es conocido por una tragedia inconclusa que preludia la vanguardia: Woyzeck, historia de un soldado desgraciado que mata a su amante, que le es infiel.

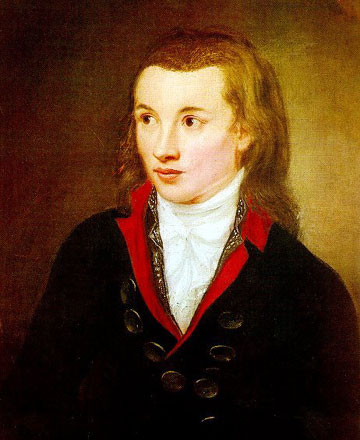
Novalis.

### Lírica: Novalis, Hölderlin y Heine

#### Novalis
Friedrich Leopold von Hardenberg, conocido como Novalis, escribió Himnos de la noche a la muerte de su jovencíasima amada. En este poemario místico y nocturno se canta a la muerte y se identifica a la amada con los misterios del cristianismo, y el misticismo del viaje de la prometida muerta por las regiones de la oscuridad se hace patente al fundir la persona de la amada con las personas de la Trinidad cristiana. Se trata de una lírica onírica, visionaria y exaltada, que busca lo sublime y, por tanto, se incardina en la raíz de la sensibilidad romántica.

#### Friedrich Hölderlin
En Friedrich Hölderlin (1770-1843) destacó su conocimiento de la lengua y la literatura griegas que aportaba elementos clásicos a su poesía romántica. Escribió una lírica de gran sensibilidad, que trata temas como el amor a la libertad, los ideales revolucionarios, la mitología pagana y el cristianismo. Entre sus obras poéticas sobresalen El archipiélago, En medio del camino de la vida y Patmas. Fue también autor de la novela epistolar Hiperión.

#### Heinrich Heine

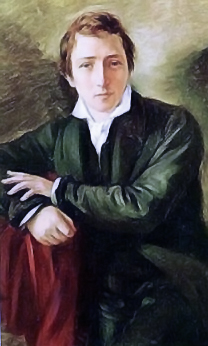
Heinrich Heine.

Entre los románticos tardíos destaca Heinrich Heine (1797-1856). Judío exiliado de Alemania, cantó su relación de amor y odio con su patria en el largo poema satírico Alemania, un cuento de invierno. Su libro de canciones se hizo muy popular, pero es sobre todo un gran prosista: se ganaba la vida con crónicas periodísticas de ternas sociopolíticos.
Otros poetas reseñables son Clemens Brentano (1788-1842) y Achim von Arnim (1781-1831), que colaboran en una reelaboración de la poesía folclórica breve: El cuerno de la abundancia del muchacho. Von Arnim escribió también novelas, como Isabel de Egipto, cuyo asunto es un imaginario amor de juventud de Carlos I de España y V de Alemania.

### Narrativa
Además de la ingente obra narrativa de Goethe, destaca la novela y el cuento fantástico, que hunde sus raíces en la novela gótica anglosajona por un lado y en los elementos mágicos del cuento tradicional de hadas por otro.
E. T. A. Hoffmann (1776-1822) explora la frontera entre realidad y fantasía en sus relatos breves Piezas de fantasía, El elixir del diablo, Opiniones sobre la vida del gato Murr o Cascanueces y el rey de las ratas.
Adelbert von Chamisso (1781-1838) concibió La maravillosa historia de Peter Schlemnihl, que trata el mito de Fausto.
Joseph von Eichendorff, poeta y narrador, escribe Vida de un inútil (o Vida de un tunante), que se puede relacionar con la novela picaresca y presenta a un pobre vagabundo que malvive con su violín y sus ideales poéticos.

## Antologías
- Paula Brines y Antoni Marí (trad.), El entusiasmo y la quietud. Antología del Romanticismo alemán, Barcelona, Tusquets, 1979 (Marginales, 63).— ISBN 978-84-7223-063-7
- Martín Arnedo, Santiago, Poemas esenciales en la lírica alemana, Madrid, Ed. Rilke, 2015.— ISBN 978-84-941979-3-2